# Aaper Vennekes

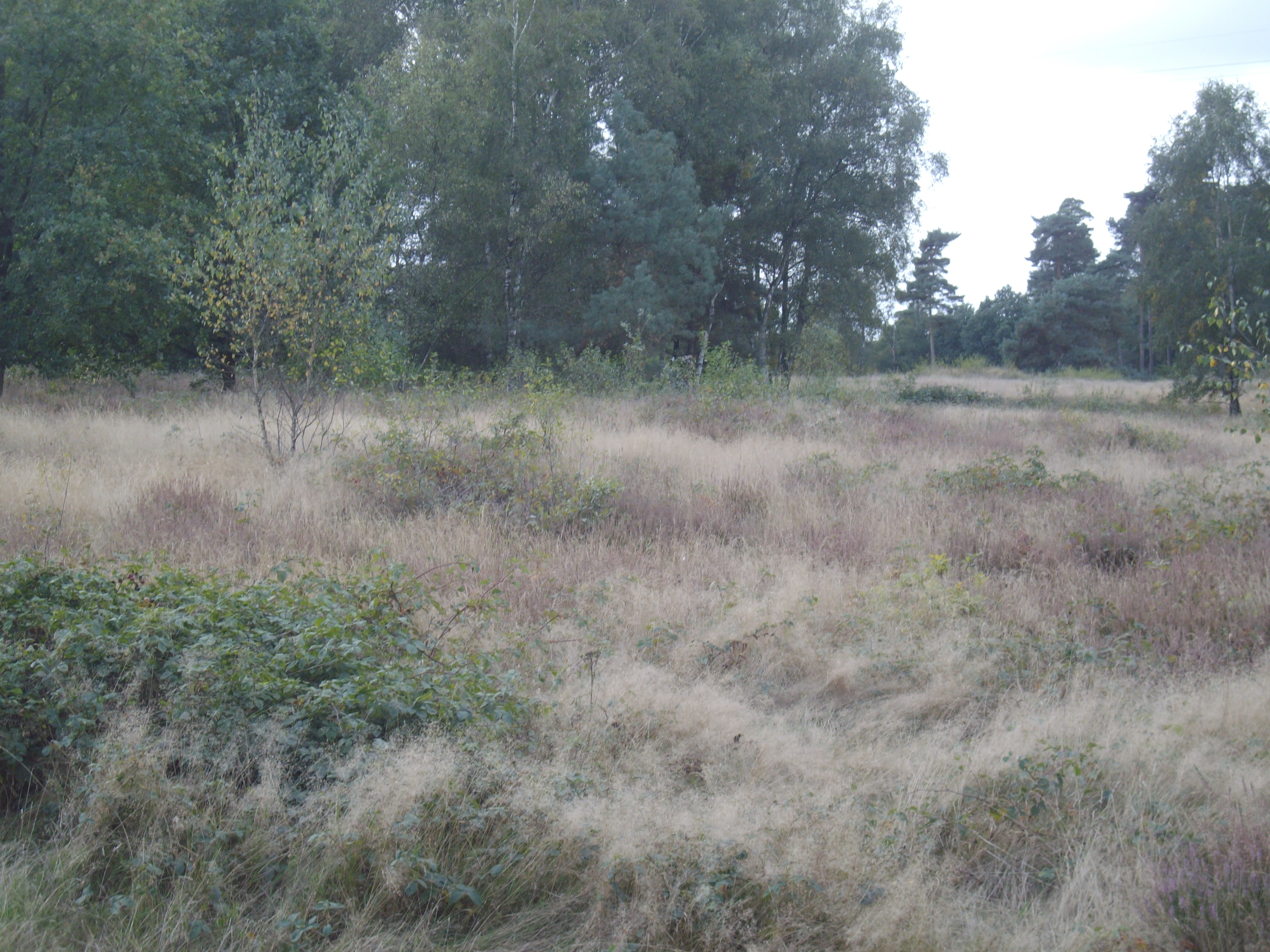
Heidelandschaft der Aaper Vennekes

Die Aaper Vennekes sind ein weitgehend bewaldetes Heide- und Moorgebiet, das am Stadtrand von Wesel im Naturschutzgebiet Drevenacker Dünen liegt.
Zwei Teilflächen, die zusammen etwa 45 Hektar umfassen, sind im Biotopkataster Nordrhein-Westfalen als NSG Aaper Vennekes unter der Kennung BK 4305-160 verzeichnet. Der Namensbestandteil „NSG“ im Biotopkataster verweist auf das ehemalige Naturschutzgebiet Aaper Vennekes; dieses umfasste rund 75 Hektar und ging 2009 im deutlich größeren NSG Drevenacker Dünen auf.
Die Aaper Vennekes befinden sich außerdem im FFH-Gebiet DE-4306-302 NSG-Komplex In den Drevenacker Dünen, mit Erweiterung. Dadurch sind sie Teil des europäischen Schutzgebietsnetzes Natura 2000.

## Geografie und Landschaftsformen
Die Aaper Vennekes liegen nördlich der Lippe und ihrer Auen und nahe dem Weseler Ortsteil Wittenberg mit der dort gelegenen RWE-Straße. Es handelt sich um einen überwiegend bewaldeten Bereich bis zu drei Meter hohen Binnendünen, zwischen denen sich Senken befinden. Das Gebiet ist durch einen nährstoffarmen Boden mit einigen Heidemooren sowie Heideflächen und Flächen mit Sandmagerrasen gekennzeichnet. Entstanden ist die Landschaft im Mittelalter, als dem Boden durch menschliche Nutzung die Nährstoffe entzogen wurden.
Der erste Teil des Namens leitet sich von den nahegelegenen Aaper Höfen ab. Das Wort Vennekes bezeichnet eine Vielzahl kleiner Moore. In der Vergangenheit wurde das Gebiet auch als „Obrighovener Gemeinheit“ bezeichnet, was auf die gemeinschaftliche Nutzung durch Bauern der Umgebung hindeutet.

## Flora und Fauna
In den Aaper Vennekes befinden sich Moorwälder, die besonders aus Birken bestehen. Kiefern machen ebenfalls einen wichtigen Teil des Baumbestands aus. In Bereichen mit niedriger Vegetation wächst unter anderem Heidekraut. Auch Glocken-Heide tritt auf. Weitere vorkommende Pflanzen sind Sonnentau, Braunes Schnabelried und Sumpf-Bärlapp. Seit etwa 1990 werden gezielte Eingriffe zum Erhalt der Heidelandschaft vorgenommen, um den Lebensraum von dort verbreiteten Tier- und Pflanzenarten zu schützen. Unter anderem wird in den Sommermonaten eine Schafherde in das Gebiet gelassen, weil so ein zu starker Pflanzenwuchs verhindert werden kann.
Zu den vorkommenden Tierarten zählen sandliebende Insekten, darunter Feldgrille und Ameisenlöwe. Die Vogelart Heidelerche kann in den Aaper Vennekes ebenfalls auftreten.